# Peter Serafinowicz
Peter Szymon Serafinowicz (Liverpool, 10 juli 1972) is een Engelse acteur, comedian, regisseur en scenarioschrijver. Hij kreeg vooral naamsbekendheid door zijn rol van Pete in de film Shaun of the Dead en Tick in de televisieserie The Tick.  